# 東海道姉ちゃん仁義
『東海道姉ちゃん仁義』（とうかいどうねえちゃんじんぎ）は、1974年6月8日から同年8月31日までフジテレビ系列局で放送されていた時代劇である。フジテレビと新制作の共同製作。全13話。放送時間は毎週土曜 20:00 - 20:55 （日本標準時）。1975年には演劇にもなった。

## 概要
主な舞台は相州（相模国、現在の神奈川県）。ひょんな事からヤクザの3代目組長となった、変わり者の女が事件を解決する。
前番組『ほうねんまんさく』から引き続き水前寺清子を主演女優にした作品。スタッフも概ね前作からの引き継ぎで、佐々木守が全話の脚本を手がけた。
『柳生十兵衛』の放送開始以来この時間帯で4年近く続いた連続ドラマは、本作の最終回をもって一度中断した。その後、単発ドラマ枠『土曜ナナハン学園危機一髪』を経て、『ピーマン白書』から再びこの時間帯で連続ドラマが放送された。なお、『ピーマン白書』も一部の回は佐々木が脚本を手がけている。

## 出演者
- 風車のおゆき：水前寺清子
- 石橋正次
- 辰：浜田光夫
- 政：河原崎長一郎
- 佐々木剛
- 志村喬
- 河原崎建三
- お千代：野添ひとみ
- お美代：志摩みずえ
- お虎：横山道代
- 伊太郎：和田浩治
- お竜：夏純子
- ほか

## スタッフ
- 脚本：佐々木守
- 監督：藤井謙一 ほか
- 音楽：渡辺岳夫
- 制作：フジテレビ、新制作

## 主題歌
- 「幸せ正面だーれ」（歌：水前寺清子）
  - 作詞：関沢新一／作曲：市川昭介／編曲：馬場良
  - この歌は、『ほうねんまんさく』の主題歌「ああ人生浮き沈み」と共に収録されている[どこ?]。

## サブタイトル
1. 姉ちゃんは三代目
2. 涙も抱けない渡り鳥
3. 女心に女が惚れた
4. 月の面影橋なみだ橋
5. 初夏に咲く花親子草
6. 親が結んだ兄弟だもの
7. 男心に白刃がとんだ
8. 朝に地獄の風が吹く
9. 知らぬが仏の三代目
10. おゆき姫危機一髪
11. 幽霊はなぜ泣く
12. 死地へ帰って来た男
13. 祭ばやしは血の匂い